# Dixie Carter (catch)
Pour les articles homonymes, voir Dixie Carter et Carter.
Dixie Carter-Salinas (née le 6 octobre 1964 à Dallas, Texas) est une promoteur de catch (lutte professionnelle). Elle est essentiellement connue pour avoir été la présidente de la Total Nonstop Action Wrestling (TNA) de 2002 à 2017.

## Jeunesse
Carter grandit au Texas. Après le lycée, elle étudie à l'université du Mississippi et y obtient une maîtrise en administration des affaires. C'est à l'université qu'elle commence à travailler dans le monde du catch en aidant à l'organisation d'un spectacle à Memphis dont le match phare oppose Jerry Lawler à Ric Flair. 
Elle devient ensuite vice-présidente d'agence de relations publiques.

## Carrière

### Total Nonstop Action Wrestling (2002-...)

#### Retour et rivalité avec Jeff Jarrett (2015-2016)
Elle effectue son retour en interrompant Ethan Carter III (Son neveu dans le kayfabe) et en le critiquant sur son règne de TNA World Heavyweight Champion. Puis elle s'excusera auprès des fans pour avoir été un monstre durant son retour à la tête de la TNA et qu'être passé à travers une table par Bully Ray lui a fait comprendre cela. Puis elle nommera ce dernier General Manager de Impact Wrestling. Elle effectue un Face-Turn. 
Cependant, Bully Ray est attaqué par un mystérieux catcheur ainsi que Drew Galloway. Elle s'apprête ainsi à confier le pouvoir à Jeff Jarrett, devenu promoteur de la Global Force Wrestling, mais Drew Galloway l'interrompt et accuse Jeff Jarrett de l'avoir attaquer ainsi que Bully Ray, ce qui se révélera vrai puisque c'est lui-même ainsi que sa femme qui ont ordonné à Christopher Mordetsky de le faire. Après ces révélations, Jeff Jarrett l'attaque, révélant ses intentions de prendre le pouvoir à la TNA.

## Vie personnelle
Dixie est marié à Serg Salinas, un producteur de musique de la TNA avec qui elle a deux enfants.

## Palmarès
- Women Superstars Uncensored
  - WSU Hall of Fame (2012)